# Minority Report: Everybody Runs
Pour les articles homonymes, voir Rapport minoritaire.
Minority Report: Everybody Runs en version originale et parfois sous-titré Le futur vous rattrape en français) est un jeu vidéo d'action développé par Treyarch et par Torus Games pour la version Game Boy Advance et édité par Activision.
Le jeu est sorti en mars le 14 mars 2003 en France mais en 2002 sur Game Boy Advance. C'est un spin-off du film Minority Report de Steven Spielberg.

## Trame
Ici, vous incarnez le charismathique John Anderton dans l'adaptation du film avec Tom Cruise et de Steven Spielberg. Vous revivrez les moments forts du film et même des scènes inédites où vous devrez contrôler un jet-pack, protéger Agatha et vous battre avec le personnage incarné par Colin Farrel dans le film.

## Doublage
Les acteurs du film n'ont pas repris leur rôle. Tous les acteurs du jeu ont fait également des voix additionnelles en plus de leurs rôles principaux :
- Clancy Brown : John Anderton
- Quinton Flynn : Danny Witwer / Rufus Riley
- Daran Norris : Roy Verhaegan
- Jay Gordon : Barry Hatch
- Chris Williams : Ben Moseley
- Karl Hungus : Shinwa Okawa
- Bonnie Cahoon : Nikki Jameson
- Gabrielle Carteris : Agatha
- Diane Michelle	: Iris Hineman

## Accueil
Les critiques de jeux vidéo ont été plutôt mauvaises :
- Gamekult : 3/10[2]
- IGN : 5,3/10[3]
- Jeux Vidéo Magazine : 9/20[4]
- Jeuxvideo.com : 12/20[5] - 12/20 (GBA)[6]